# Ponto Nemo

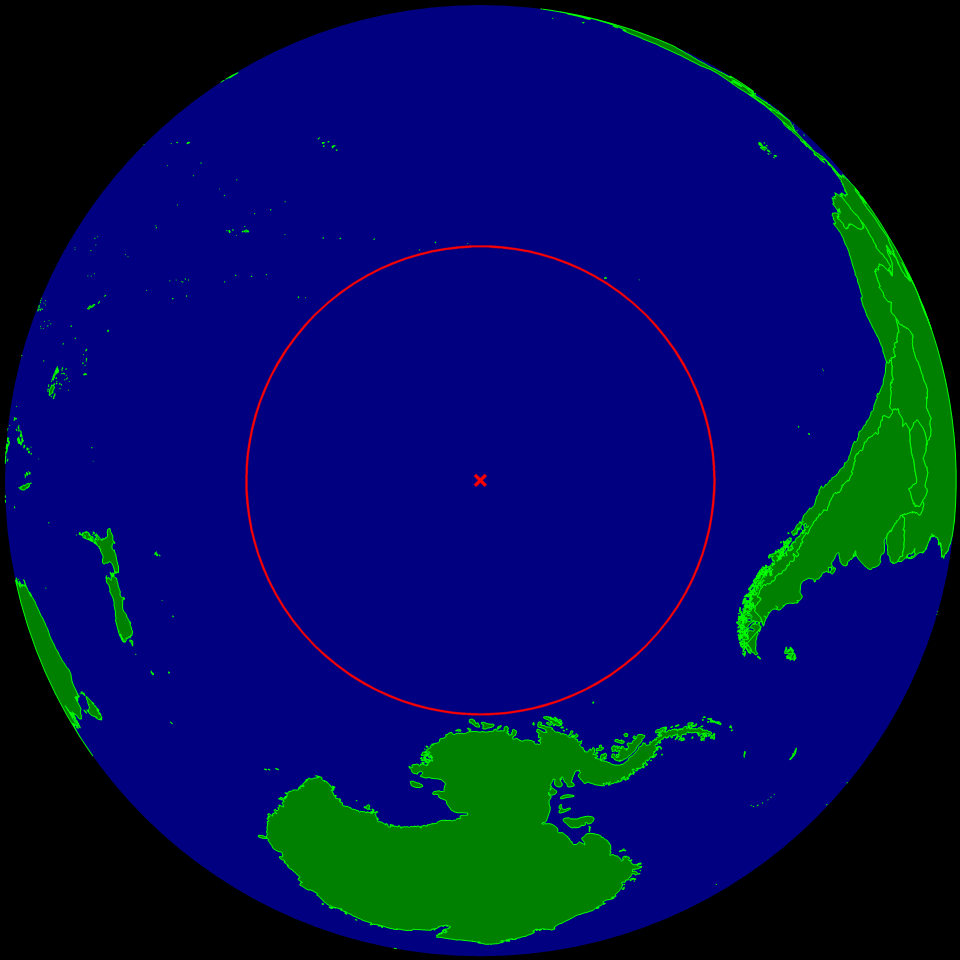
Localização do Ponto Nemo ou Polo oceânico de inacessibilidade. Coordenadas:

O Ponto Nemo, também chamado de "Polo da Inacessibilidade do Pacífico", é o local mais distante de qualquer continente ou ilha no planeta Terra, seja ela habitada ou não. Trata-se de um ponto no meio do Oceano Pacífico, nas seguintes coordenadas: 48°52'6"S 123°23'6" W.

## Nome
Nomeado originalmente como “Polo Oceânico de Inacessibilidade”, o Ponto Nemo ganhou este nome, mais usual, graças ao Capitão Nemo, anti-herói do romance Vinte Mil Léguas Submarinas, de Júlio Verne. Além disso, “Nemo”, em latim, significa “ninguém”.

## Localização, acessibilidade e características
O Ponto Nemo está perto do fim do Pacífico Oriental, uma linha subaquática de atividade vulcânica, que se estende até o golfo da Califórnia e marca os limites das placas tectônicas do Pacífico e de Nasca.
O Ponto Nemo está localizado a mais de 2 866 quilômetros equidistantes  de um grupo de três ilhas remotas. Ao norte, ele é ladeado pela Ilha Ducie (pertencente às Ilhas Pitcairn). A nordeste, sua vizinha mais próxima é a Motu Nui (um ilhéu junto à Ilha de Páscoa. Ao sul, há a Antárctica). Para se ter uma ideia, o Ponto Nemo é tão distante da terra firme que os seres humanos mais próximos dali são, em geral, os astronautas presentes na Estação Espacial Internacional, que orbita a Terra a uma altitude máxima de 416 quilômetros.
Em 2016, os barcos da Volvo Ocean Race, que navegaram de Auckland, Nova Zelândia, à cidade de Itajaí, no Brasil, passaram pelo Ponto Nemo. O barco mais rápido levou 15 dias, 10 horas e 37 minutos para chegar lá.
A região em volta do Ponto Nemo é bem conhecida pelas agências espaciais, que a chamam oficialmente de “Área Desabitada do Pacífico Sul”. Como praticamente não há vida no local, seja humana, animal ou vegetal, as agências espaciais russas, europeias e japonesas costumam usar o Ponto Nemo como “cemitério espacial”. Mais de uma centena de objetos espaciais desmontados jazem no local. Entre eles, há fragmentos de satélites e até mesmo pedaços da estação espacial Mir.

## História
Cientistas e especialistas em geral procuraram, por várias décadas, um ponto de inacessibilidade. A ideia era saber qual o local mais difícil de se chegar no planeta.
Foi então que em 1992, o engenheiro e pesquisador croata-canadense Hrvoje Lukatela, utilizando-se de coordenadas geográficas e espaciais, calculou "o lugar mais isolado da Terra" usando um programa de computador geospacial que ele mesmo havia criado, chamado "Hipparchus", que incorporou a forma elipsoide da Terra para conseguir o máximo de precisão. Lukatela percebeu que uma vez que a Terra é tridimensional, o ponto mais remoto no oceano teria que ser equidistante de três costas diferentes.

## Ponto Nemo na cultura popular
- Em 2010, a banda britânica Gorillaz lançou o álbum Plastic Beach. A música tema deste álbum supostamente foi gravada em um estúdio construído sobre resíduos de lixo presentes no Ponto Nemo.[6]
- Apesar de escrever sua obra 66 anos antes do local ser descoberto, o escritor estadunidense H. P. Lovecraft escolheu um local curiosamente próximo para a casa de Cthulhu, sua lendária e onipotente criatura com tentáculos.[6] Este monstro marinho que residia na cidade fictícia de R'lyeh. As coordenadas da cidade imaginária contidas no livro (47° 09′ S, 126° 43′ O) são quase o mesmo que Ponto Nemo 48° 52,6′ S, 123° 23,6′ O.
- Em 2024, a cantora sul-coreana Younha lançou o single Point Nemo (Ponto Nemo em inglês) como parte do seu álbum Growth Theory : Final Edition. Nele a cantora imagina uma personagem que viaja até o Ponto Nemo para conversar com os satélites aposentados e pedir-lhes conselhos sobre a vida.[7]